# Ponte flutuante

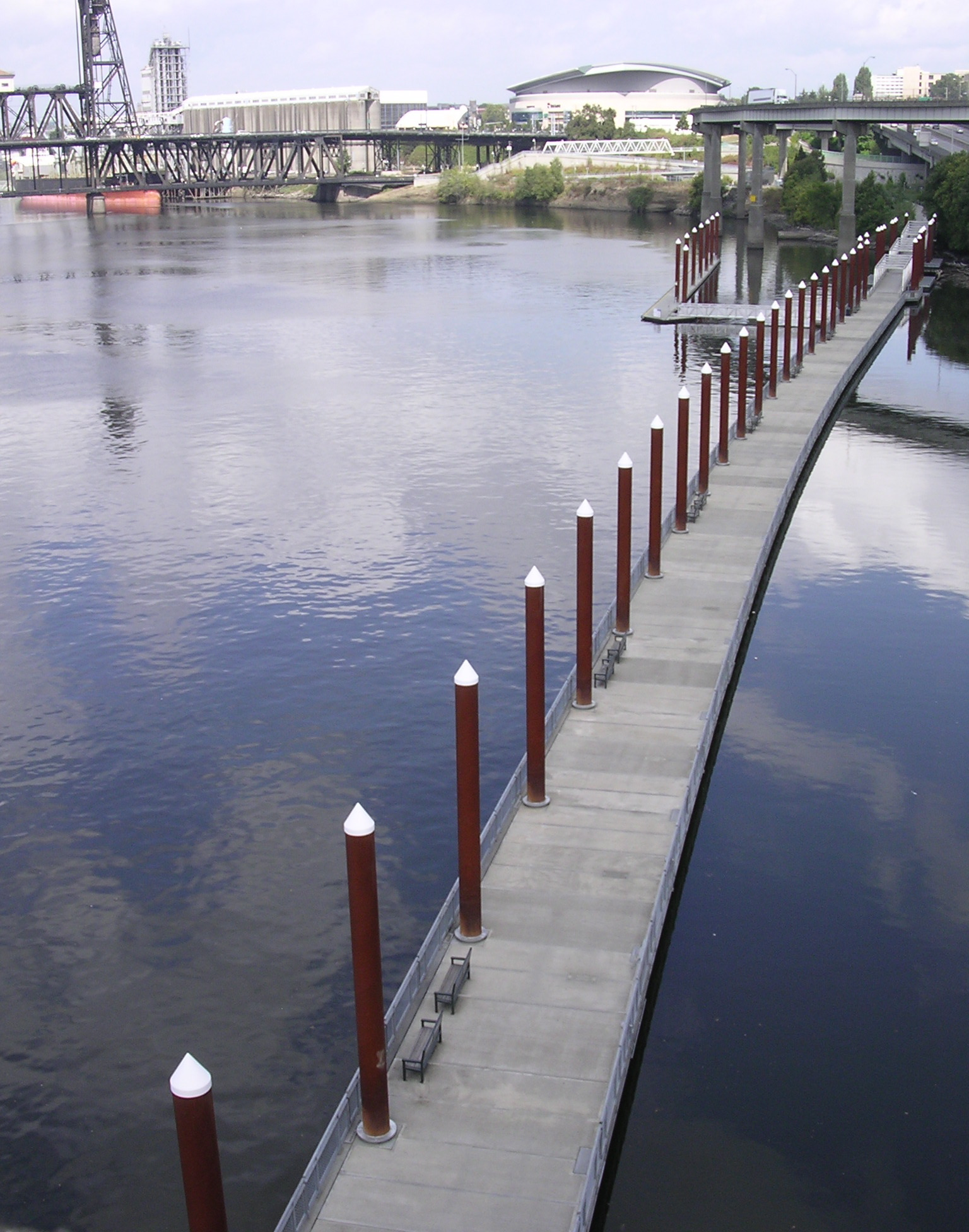
Ponte flutuante de Eastbank em Portland, Oregon.

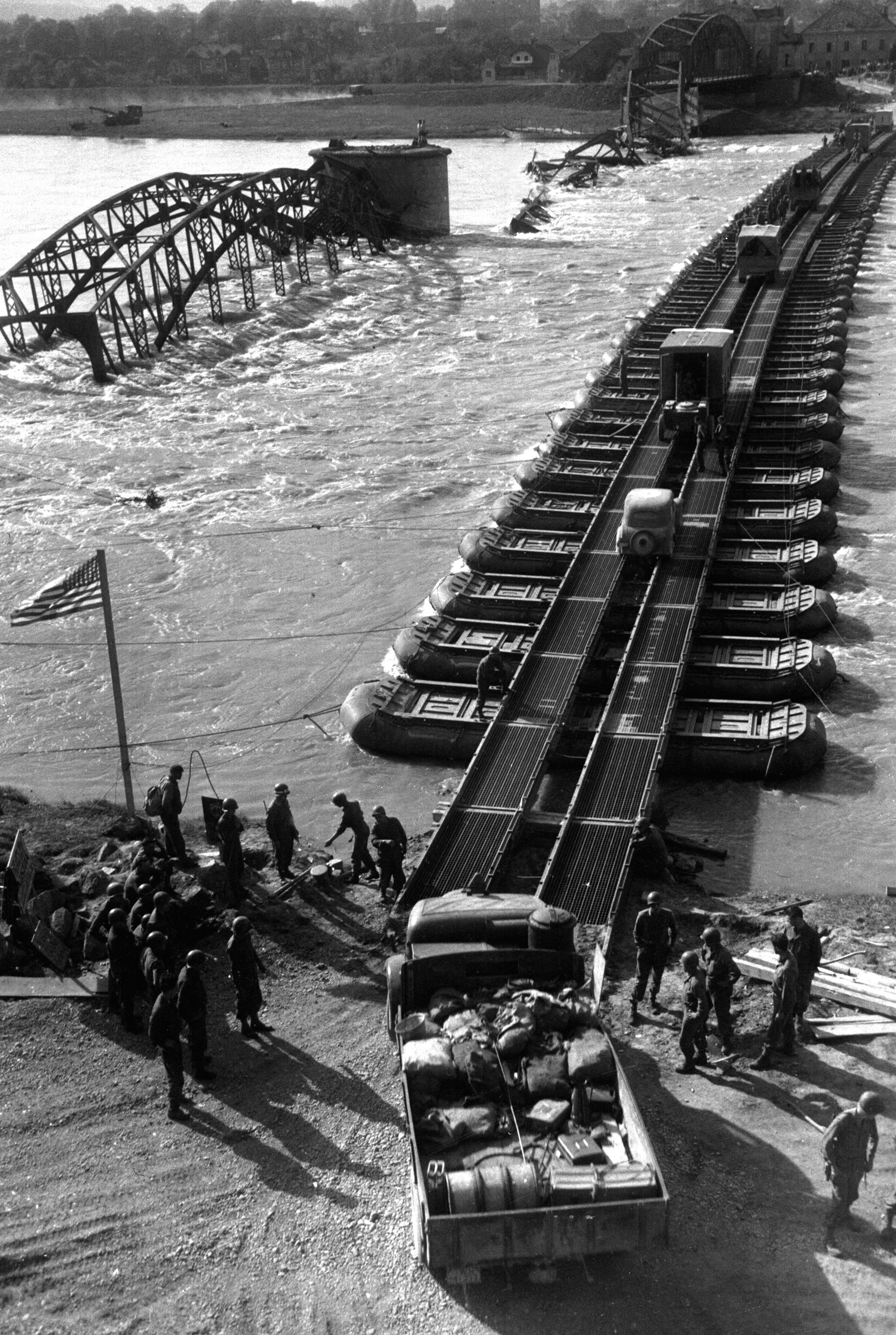
Ponte flutuante provisória sobre o rio Inn na Áustria, em 1945, construída com barcos.

Uma ponte flutuante ou ponte de barcas é uma ponte que flutua na água, suportada por barcas.

## Descrição
As pontes flutuantes são essencialmente estruturas temporárias, embora algumas sejam usadas durante longos períodos. As pontes flutuantes permanentes são úteis para travessias em que não é rentável construir uma ponte ancorada. Estas pontes podem exigir uma secção que é elevada ou podem ser levantadas ou removidas, a fim de permitir a passagem de navios.

## Características
No projeto de uma ponte flutuante, o engenheiro deve considerar a carga máxima que a ponte deverá suster. Cada apoio pode suportar uma carga igual ao peso da água deslocada, mas esta carga também inclui o peso da própria ponte. Se a carga máxima de uma secção da ponte for ultrapassada, um ou mais apoios podem ser submersos ou afundados. Os apoios devem ser suficientes para serem capazes de suportar a carga, mas leves o suficiente para não limitar a capacidade.
Antes do advento de técnicas militares modernas de construção, as pontes flutuantes eram normalmente construídas de madeira, utilizadas para transportar cargas, pessoas e animais como cavalos, porcos, ovelhas e cães de caça. Nas serventias militares, as pontes flutuantes poderiam aguentar tropas de cavalaria equipadas e peças de artilharias rebocadas ou manualmente propelidas, de um lado da margem do rio para o outro em situações emergenciais de deslocamento forçado. Uma ponte de madeira flutuante poderia consistir de uma série de secções, a partir de um ponto de ancoragem na margem. Os apoios podiam ser barcas, barris fixados em conjunto formando jangadas, ou jangadas feitas de troncos unidos, ou uma mistura destes. Cada secção podia ser constituída por um ou mais apoios, que seriam depois fixos no lugar e ancorados. Estes apoios eram então ligados por pranchas chamadas vigas. As vigas eram então cobertas com placas transversais para formar um piso, feito no local por trilhos laterais. A ponte prolongar-se-ia, desta forma, até à margem oposta.
A ponte feita de apoios de madeira precisava ser protegida contra eventuais danos. A ponte poderia separar ou mergulhar na água, se excedesse o peso máximo que podia suportar.